# Nurpur
Nurpur – miasto w północnych Indiach w stanie Himachal Pradesh, w zachodnich Himalajach.

## Demografia
Populacja miasta w 2001 roku wynosiła 9045 mieszkańców. W 2011 roku populacja Nurpur wynosiła 12700. Z powodu pandemii COVID-19 spis ludności w 2021 roku się nie odbył, a najdokładniejsze wyniki pochodzą z 2011 roku. Następny spis ludności planowany jest na koniec 2025 roku.
99,02% mieszkańców Nurpur wyznają hinduizm, 0,45% muzułmanizm, 0,12% to chrześcijanie, 0,19% wyznaje sikhizm, 0,02% buddyzm, 0,02% dżinizm, 0,03% wyznaje inną religię, a 0,14% nie wyznaje żadnej religii.